# Teretrius argentinus
Teretrius argentinus är en skalbaggsart som först beskrevs av Lewis 1907.  Teretrius argentinus ingår i släktet Teretrius och familjen stumpbaggar. Inga underarter finns listade i Catalogue of Life.